# Plateau-des-Petites-Roches
Plateau-des-Petites-Roches is een gemeente in het Franse departement Isère (regio Auvergne-Rhône-Alpes). De plaats maakt deel uit van het arrondissement Grenoble. Plateau-des-Petites-Roches is op 1 januari 2019 ontstaan door de fusie van de gemeenten Saint-Bernard, Saint-Hilaire en Saint-Pancrasse. De gemeente telde 2.432 inwoners op 1 januari 2022.

## Geografie
De oppervlakte van Plateau-des-Petites-Roches bedroeg op 1 januari 2022 36,91 vierkante kilometer; de bevolkingsdichtheid was toen 65,9 inwoners per km².

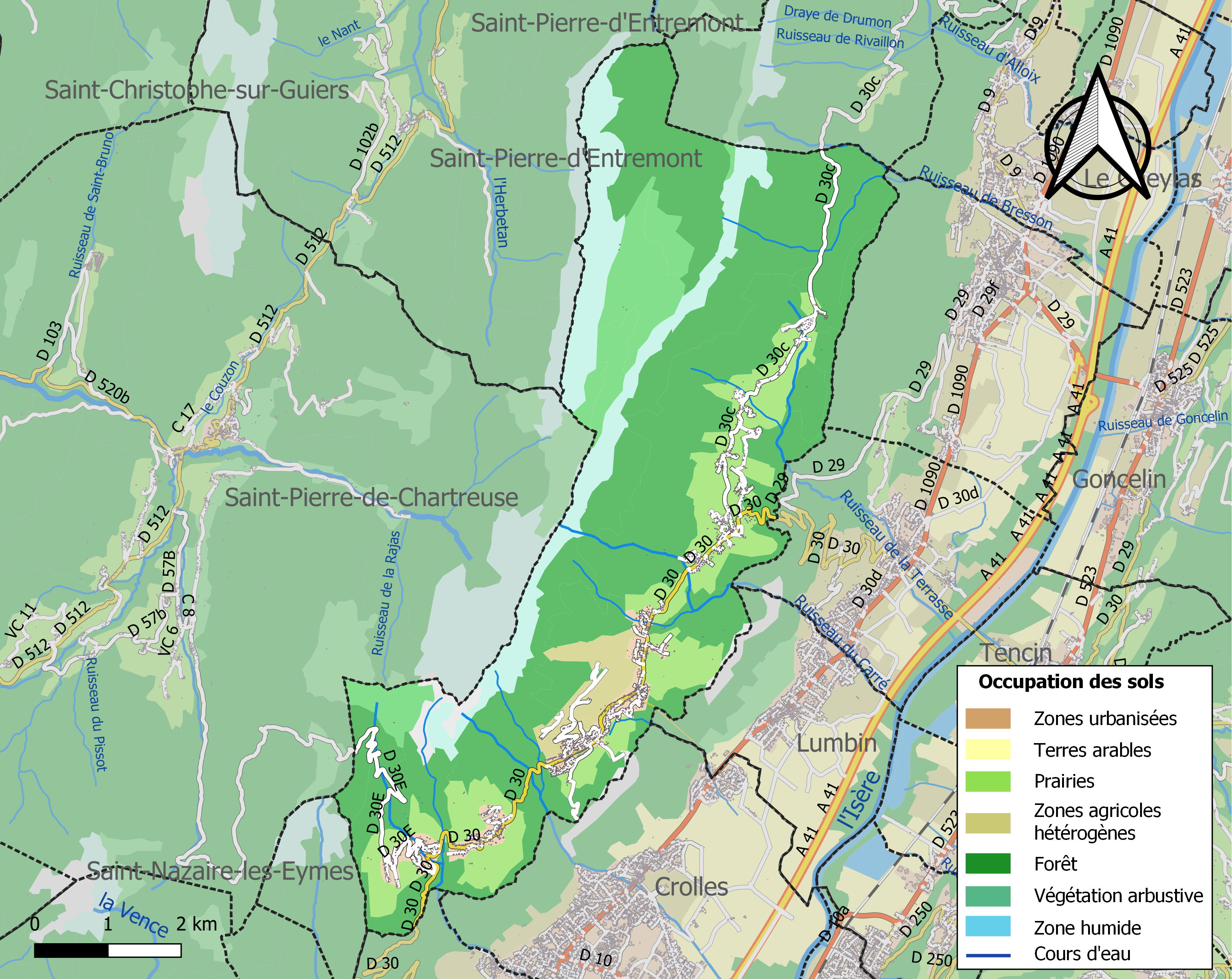
Kaart van de gemeente met de belangrijkste infrastructuur, bodemgebruik en omliggende gemeenten